# Max Raphael
Max Raphael (Pseudonym M. R. Schönlank(e); geboren 27. August 1889 in Schönlanke, Provinz Posen; gestorben 14. Juli 1952 in New York) war ein Kunsthistoriker und Philosoph sowie Begründer einer empirischen Kunstwissenschaft.

## Leben
Nach dem Tod der Mutter 1900 zog Max Raphael zu den Großeltern nach Berlin und machte dort das Abitur. Er studierte zunächst ab 1907 Jura und Nationalökonomie, später in München, Berlin und seit 1911 in Paris Philosophie bei Georg Simmel und Henri Bergson sowie Kunstgeschichte u. a. bei Heinrich Wölfflin.
1911 hat er in Paris Pablo Picasso kennengelernt und die Werke der Impressionisten sowie die von Cézanne, Matisse und Rodin studiert. 1913 nahm Wölfflin die Dissertation „Von Monet zu Picasso“ nicht an, da das Thema ihm zu zeitgenössisch war. Dennoch wurde Raphaels Name dadurch bekannt. 1914 bis 1915 lebte er in Bodman am Bodensee als freier Schriftsteller. Seit 1915 diente er im Ersten Weltkrieg, desertierte 1917 aber aus dem deutschen Militärdienst in die Schweiz. Von dort wurde er 1920 ausgewiesen und ging nach Berlin und studierte u. a. Mathematik und Physik, um Prinzipien strenger Wissenschaft auf die Kunstwissenschaft zu übertragen. Von 1924 bis 1932 war Raphael als Dozent für Kunstgeschichte und Philosophie an der Berliner Volkshochschule tätig. Erkennbar sympathisierte er mit dem Marxismus. Er bereiste Italien, Frankreich und Deutschland und arbeitete an verschiedensten Themenkomplexen, an einer Soziologie der Kunst sowie eine Kunsttheorie des dialektischen Materialismus.
1932 kündigte Raphael den Dienst an der Volkshochschule und verließ Deutschland, nachdem die Leitung seinen Kurs über Die wissenschaftlichen Grundlagen des „Kapitals“ abgesetzt hatte. Von 1932 bis 1940 lebte er in Paris am Rande des Existenzminimums, entwarf weiter eine „empirische Kunstwissenschaft“ und veröffentlichte: Proudhon Marx Picasso (1933) und Zur Erkenntnistheorie der konkreten Dialektik (1934). 1940 wurde er im Lager Gurs, 1941 in Les Milles interniert. Über Barcelona und Lissabon floh er in die USA; seine Frau Emma Dietz (verh. seit 1941) konnte erst 1945 folgen.
Das Leben in New York bis 1952 war lange von großer Armut geprägt. Er arbeitete u. a. am „Deutschlandbuch“, an der „Geschichte der deutschen Industriekapitals“ und an „Die Wirtschaft“ und forschte zu Themen ägyptischer sowie vor- und frühgeschichtlicher Kunst. Als Summe seiner Begegnungen und Kunsterfahrungen sowie theoretischen Interessen an Philosophie, Kunstgeschichte, Archäologie und Architektur entwickelte er die „empirische Kunstwissenschaft“ weiter. Er bezog auch die Höhlenmalerei in seine Theorie ein. Weitere Studien zur ägyptischen, zur vor- und frühchristlichen Kunst dienten dazu, seine Methode zu überprüfen. Allein aus den ästhetischen Zeichen und Formen sollten die geschichtliche Entwicklung und soziale Bedeutung von Kunst erkennbar werden. 
Er lieferte der Kunstwissenschaft insbesondere durch seine bild-orientierten Deutungen zu El Greco wichtige Impulse. Denn es war das einzelne Bild in seiner Bildkonzentriertheit, das ihn im Gegensatz zu den multimedialen Methoden der Gegenwart, interessierte. Der Kunsthistoriker Bernd Growe nannte Max Raphael einen "Ingenieur der Bildbeschreibung".
1952 hat sich Max Raphael, der unter zunehmenden Depressionen litt,  das Leben genommen. Seine Frau Emma bewahrte die Schriften des herausragenden Kunsttheoretikers auf. 1989 gab der Suhrkamp Verlag in 11 Bänden die "Gesammelten Schriften" Max Raphaels heraus. Für die Times Literary Supplement ist er „der vielleicht größte Kunstphilosoph“ des 20. Jahrhunderts.

## Schriften

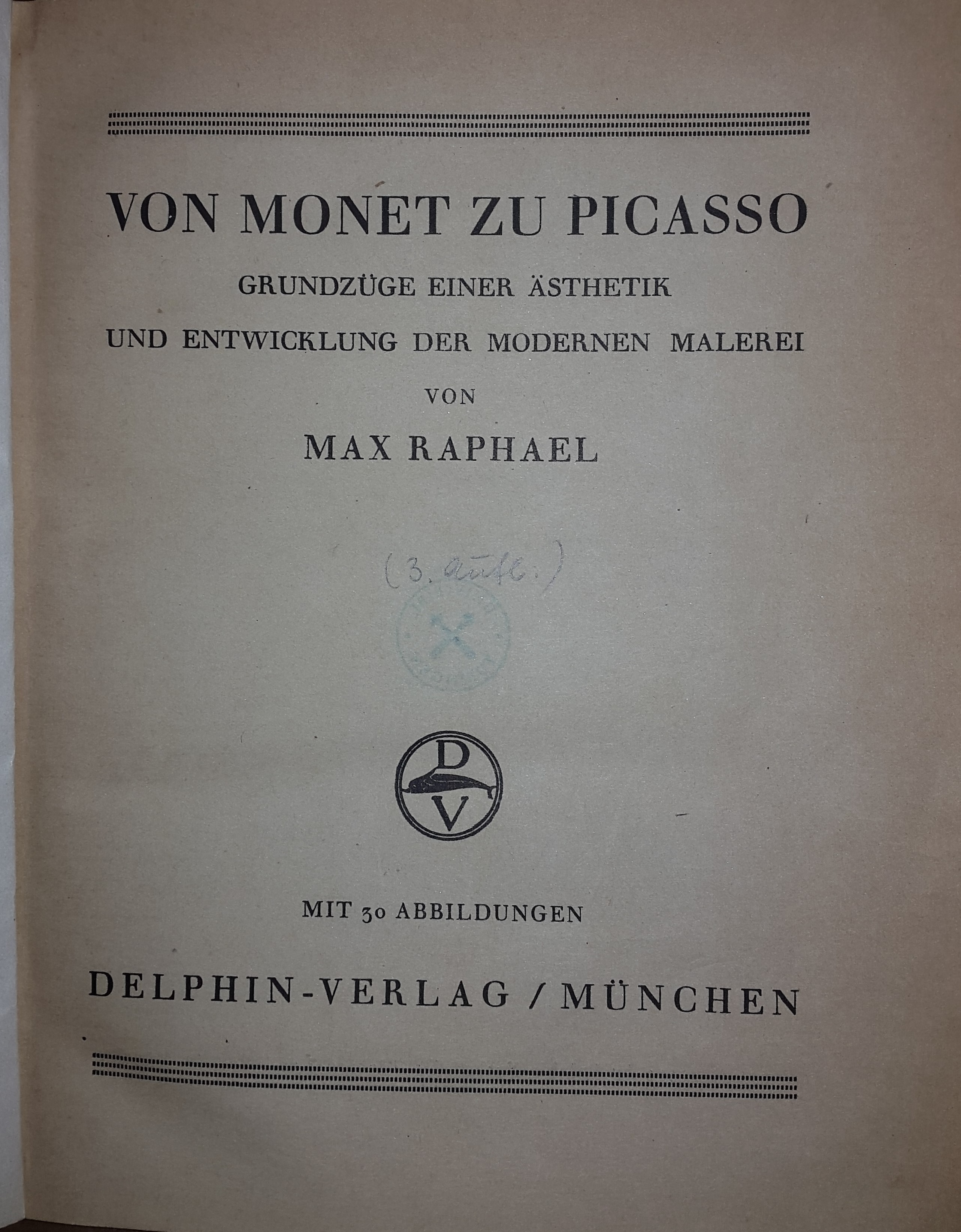
Von Monet zu Picasso, bei Delphin-Verlag (1919)

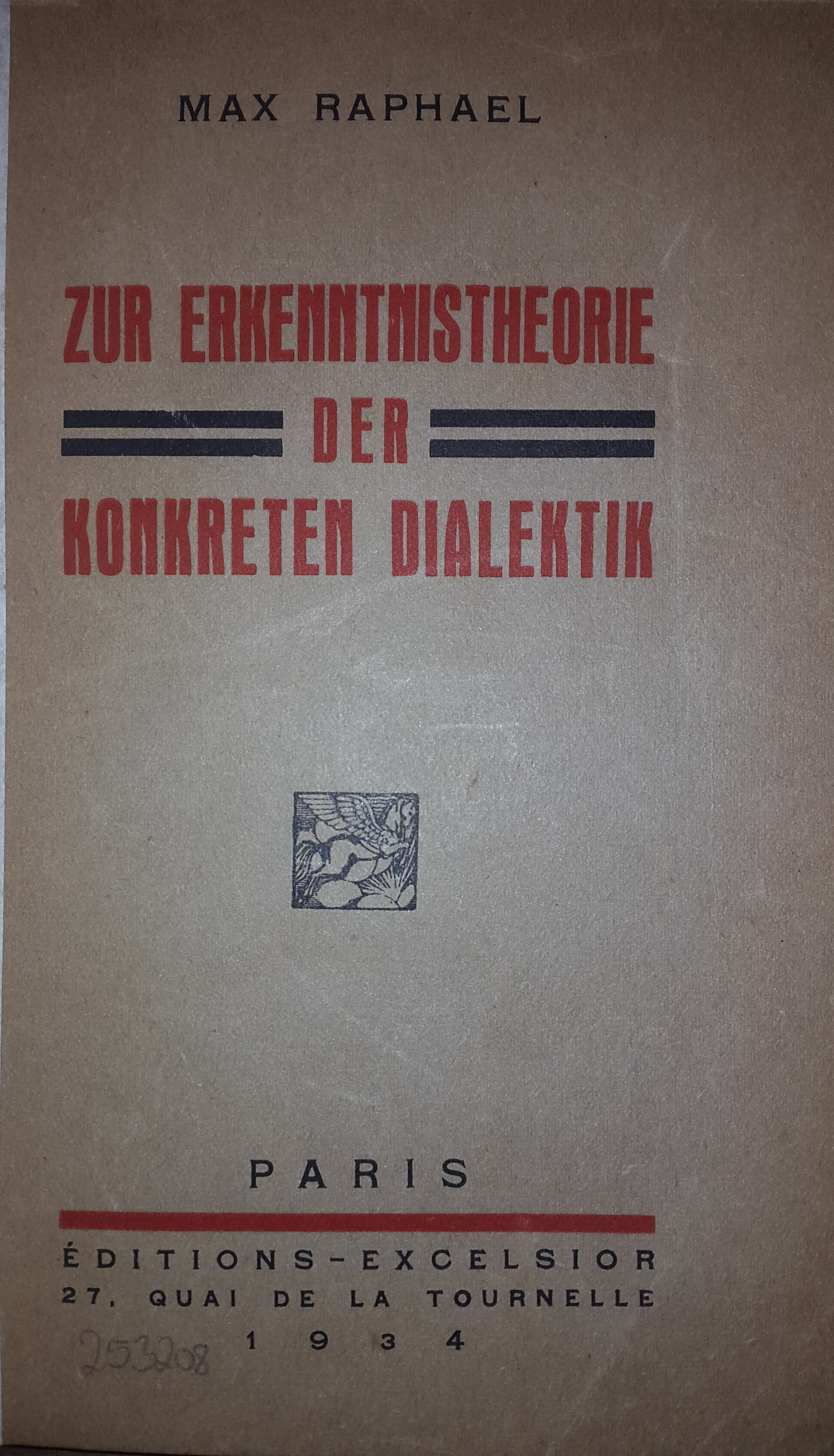
Erkenntnistheorie (1934)

### Werkausgabe
Werkausgabe in elf Bänden, hg. von Klaus Binder und Hans-Jürgen Heinrichs, Suhrkamp Verlag, Frankfurt am Main 1989, (Reihe suhrkamp taschenbuch wissenschaft 831–841).
- Band 1: Marx Picasso. Die Renaissance des Mythos in der bürgerlichen Gesellschaft, hg. von Klaus Binder.
- Band 2: Von Monet zu Picasso. Grundzüge einer Ästhetik und Entwicklung der modernen Malerei, hg. von Klaus Binder.
- Band 3: Aufbruch in die Gegenwart. Begegnungen mit der Kunst und den Künstlern des 20. Jahrhunderts, hg. von Hans-Jürgen Heinrichs.
- Band 4: Raumgestaltungen. Der Beginn der modernen Kunst im Kubismus und im Werk von Georges Braque, hg. von Hans-Jürgen Heinrichs.
- Band 5: Die Farbe Schwarz. Zur materiellen Konstituierung der Form, hg. von Klaus Binder.
- Band 6: Wie will ein Kunstwerk gesehen sein? (The Demands of Art), hg. von Klaus Binder.
- Band 7: Bild-Beschreibung. Natur, Raum und Geschichte in der Kunst, hg. von Hans-Jürgen Heinrichs.
- Band 8: Tempel, Kirchen und Figuren. Studien zur Kunstgeschichte, Ästhetik und Archäologie, hg. von Hans-Jürgen Heinrichs.
- Band 9: Das göttliche Auge im Menschen. Zur Ästhetik der romanischen Kirchen in Frankreich, hg. von Hans-Jürgen Heinrichs.
- Band 10: Natur – Kultur. Studien zur Philosophie und Literatur, hg. von Hans-Jürgen Heinrichs.
- Band 11: Lebens-Erinnerungen. Briefe, Tagebücher, Skizzen, Essays, hg. von Hans-Jürgen Heinrichs.

### Weitere Ausgaben
- Arbeiter, Kunst und Künstler, Verlag der Kunst, Dresden 1978, (Fundus-Reihe 58/59/60).
- Wiedergeburt in der Altsteinzeit. Zur Geschichte der Religion und religiöser Symbole, hg. von Shirley Chesney und Ilse Hirschfeld, Fischer Taschenbuch Verlag, Frankfurt am Main 1979.
- Prähistorische Höhlenmalerei, hg. v. Werner E. Drewes, Bruckner & Thünker, Köln 1993.
- El Greco. Ekstase und Transzendenz, hg. v. Hans-Jürgen Heinrichs, Michael Scholz-Hänsel, Reimer-Verlag, Berlin, 2009.

## Weblinks

Max Raphael "El Greco. Ekstase und Transzendenz"